# OpenBitTorrent
OpenBitTorrent（通常缩写为OBT）是一个针对BitTorrent协议的开放式BitTorrent Tracker项目。

## 描述
OpenBitTorrent提供免费、稳定的服务，与索引站点甚至托管种子文件无关的倡议已经取得了公众的成功，并且它已经产生了几个具有几乎相同服务的副本。
OpenBitTorrent被怀疑是海盗湾的一部分或附属项目，因为早期观察到这两个站点使用相同的Tracker。 OpenBitTorrent 项目反驳说，这些站点在启动期间（2009年2月至8月）仅共享一个由DCP Networks和Fredrik Neij运营的Tracker集群。
2010年5月22日，OpenBitTorrent Tracker被关闭。 这是许多主要好莱坞制片厂对海盗湾提起诉讼的结果。后来Tracker重新上线。
OpenBitTorrent由Opentracker软件提供支持。在他们关闭自己的跟踪器之前，海盗湾也使用了Opentracker软件。 
从2012年7月16日到8月2日，OpenBitTorrent下线抗议uTorrent的制造商没有采用海盗湾联合创始人Fredrik Neij提出的协议改进。由于抗议，许多人无法通过 BitTorrent 载文件。  
从2014年12月5日到12月30日，OpenBitTorrent网站和tracker无法访问，这可能与海盗湾联合创始人Fredrik Neij被捕有关。 
2015年5月5日，OpenBitTorrent tracker重新上线，但该网站仍未显示tracker地址。 
该网站于2017年7月再次关闭，但在2018年底 重新上线了一段时间，并在2019年底再次无响应。
2020年，该网站重定向到另一个Torrent tracker Opentracker。然而一年后的2021年1月，OpenBitTorrent 带着自己的tracker和网站再次上线。